# NGC 309
NGC 309 je galaksija u zviježđu Kit.

## Vanjske poveznice
- SEDS: NGC 309